# Putamen
Il putamen (dal latino putamen, «guscio di noce») è una struttura anatomica tondeggiante situata alla base del telencefalo. Il putamen e il nucleo caudato formano insieme lo striato dorsale. È anche una delle strutture che compongono i gangli della base. Attraverso vari percorsi neuronali, il putamen è collegato alla substantia nigra, al globo pallido, al claustro e al talamo, oltre a molte regioni della corteccia cerebrale. Una funzione primaria del putamen è regolare i movimenti a vari stadi (ad es. preparazione ed esecuzione) e influenzare vari tipi di apprendimento. Impiega GABA, acetilcolina e encefalina per svolgere le sue funzioni. Il putamen svolge anche un ruolo nei disturbi degenerativi neurologici, come la malattia di Parkinson.

## Anatomia
Il putamen è una struttura del proencefalo. Insieme al nucleo caudato forma lo striato dorsale. Il caudato e il putamen contengono gli stessi tipi di neuroni e circuiti - molti neuroanatomisti considerano lo striato dorsale una singola struttura, divisa in due parti da un grande tratto di fibra, la capsula interna, che lo attraversa al centro. Il putamen, insieme al globo pallido, costituisce il nucleo lenticolare. Il putamen è la porzione più esterna dei gangli della base, un gruppo di nuclei nel cervello che sono interconnessi con la corteccia cerebrale, il talamo e il tronco encefalico. I gangli della base comprendono lo striato dorsale, la substantia nigra, il nucleus accumbens e il nucleo subtalamico.
Nei mammiferi, i gangli della base sono associati al controllo motorio, alla cognizione, alle emozioni, all'apprendimento. I gangli della base sono situati bilateralmente e hanno divisioni rostrali e caudali. Il putamen si trova nella divisione rostrale come parte dello striato. I gangli della base ricevono input dalla corteccia cerebrale, attraverso lo striato.
Il putamen è collegato prevalentemente alle seguenti strutture:

### Nucleo caudato
Il caudato lavora con il putamen per ricevere l'input dalla corteccia cerebrale. Collettivamente, possono essere considerati "l'ingresso" ai gangli della base. Le proiezioni dal putamen raggiungono il caudato direttamente attraverso i ponti caudolenticolari grigi. Il putamen e il caudato sono collegati congiuntamente con la substantia nigra, tuttavia il caudato invia più densamente alla substantia nigra pars reticulata, mentre il putamen invia più afferenti al globo pallido interno (GPi).

### Substantia nigra
La substantia nigra contiene due parti: substantia nigra pars compacta (SNpc) e substantia nigra pars reticulata (SNpr). La SNpc riceve input dal putamen e dal caudato e restituisce le informazioni a queste strutture. Anche la SNpr ottiene input dal putamen e dal caudato. Tuttavia, invia l'input all'esterno dei gangli della base per controllare i movimenti della testa e degli occhi. La SNpc produce dopamina, che è fondamentale per i movimenti. La SNpc è la parte che degenera durante la malattia di Parkinson.

### Globo pallido
Il globo pallido contiene due parti: il globo pallido pars externa (GPe) e il globo pallido pars interna (GPi). Entrambe le regioni acquisiscono input dal putamen e dal caudato e comunicano con il nucleo subtalamico. Tuttavia, il GPi invia soprattutto un output inibitorio GABAergico al talamo. Il GPi invia anche proiezioni a parti del mesencefalo, che presumibilmente influenzano il controllo della postura.

## Fisiologia

### Circuiti neuronali
Il putamen (e lo striato in generale) ha numerosi circuiti paralleli che consentono la comunicazione cortico-subcortico-corticale. Questi sono stati descritti, in generale, come percorsi diretti, indiretti e iperdiretti. Le proiezioni GABAergiche del putamen hanno un effetto inibitorio sul talamo. Le proiezioni talamiche hanno un effetto eccitatorio sul putamen. A differenza del talamo, che ha un'ampia connettività reciproca, le proiezioni corticali del putamen sono afferenti, quindi inviano informazioni ma non le ricevono. La comunicazione corticale è realizzata tramite percorsi multi-fibra, cioè attraverso altre strutture sottocorticali.

### Dopamina
La dopamina ha un ruolo dominante nel putamen, e la maggior parte di essa è fornita dalla substantia nigra. Quando il corpo cellulare di un neurone (nei nuclei putamen o caudato) attiva un potenziale d'azione, la dopamina viene rilasciata dal terminale presinaptico. Poiché le proiezioni dei nuclei di putamen e caudato modulano i dendriti della substantia nigra, la dopamina influenza la substantia nigra, che influenza a sua volta la pianificazione motoria. Questo stesso meccanismo è coinvolto nella tossicodipendenza. Al fine di controllare la quantità di dopamina nella fessura sinaptica e la quantità di dopamina nei terminali post-sinaptici, i neuroni dopaminergici presinapici eseguono la ricaptazione della dopamina in eccesso.

### Altri neurotrasmettitori
Il putamen ha anche un ruolo nella modulazione di altri neurotrasmettitori. Rilascia GABA, encefalina, sostanza P e acetilcolina. Riceve serotonina e glutammato.

## Funzioni

### Controllo del movimento
Il putamen è interconnesso con molte altre strutture, e opera di concerto con esse, influenzando svariati tipi di comportamento motorio. Essi includono la pianificazione del movimento, l'apprendimento e l'esecuzione dello stesso la preparazione dei movimenti, l'ampiezza, e le sequenze motorie.
Alcuni neurologi ipotizzano che il putamen abbia un ruolo anche nella selezione del movimento (Sindrome di Tourette) e nella esecuzione "automatica" dei movimenti precedentemente appresi (malattia di Parkinson)..
In uno studio è stato trovato che il putamen controlla il movimento degli arti. L'obiettivo di questo studio era di determinare se una particolare attività cellulare nel putamen dei primati fosse correlata alla direzione del movimento degli arti o alla sottostante attività muscolare. Due scimmie sono state addestrate per eseguire compiti che implicavano il movimento di carichi. I compiti sono stati creati in modo che il movimento potesse essere distinto dall'attività muscolare. I neuroni nel putamen sono stati selezionati per il monitoraggio solo se erano correlati sia al compito che ai movimenti delle braccia al di fuori del compito. È stato dimostrato che il 50% dei neuroni che sono stati monitorati erano legati alla direzione del movimento, indipendentemente dal carico.
Un altro studio è stato condotto per studiare l'estensione e la velocità del movimento utilizzando la mappatura PET del flusso sanguigno cerebrale regionale (rCBF) in 13 esseri umani. Le attività di movimento sono state eseguite con un cursore controllato da un joystick. Sono stati eseguiti test statistici per calcolare l'estensione dei movimenti e a quali regioni del cervello si correlano i movimenti. Si è riscontrato che "l'aumento dell'estensione del movimento era associato ad aumenti paralleli del rCBF nei gangli basali bilaterali (BG, putamen e globus pallidus) e nel cervelletto ipsilaterale". Questo non solo mostra che il putamen influenza il movimento ma mostra anche che il putamen si integra con altre strutture per svolgere tale compito.
Un terzo studio è stato condotto per indagare in modo specifico come i gangli della base influenzano l'apprendimento dei movimenti sequenziali. Due scimmie sono state addestrate a premere una serie di pulsanti in sequenza. I compiti utilizzati sono stati progettati per poter monitorare le attività ben apprese rispetto ai nuovi compiti. È stato iniettato muscimolo in varie parti dei gangli della base e si è scoperto che "l'apprendimento di nuove sequenze è diventato carente dopo le iniezioni nel caudato anteriore e nel putamen, ma non nel putamen medio-posteriore". Ciò mostra che diverse aree dello striato vengono utilizzate quando si eseguono vari aspetti dell'apprendimento dei movimenti sequenziali.

### Apprendimento
Insieme a vari tipi di movimento, il putamen influenza anche l'apprendimento per rinforzo e l'apprendimento implicito. Apprendimento per rinforzo significa interagire con l'ambiente e selezionare le azioni per massimizzare il risultato. L'apprendimento implicito è un processo passivo in cui le persone sono esposte alle informazioni e acquisiscono conoscenza attraverso l'esposizione. Sebbene i meccanismi esatti non siano noti, è chiaro che i neuroni dopaminergici e quelli tonici svolgono un ruolo chiave. I neuroni tonici sono gli interneuroni colinergici che sparano durante l'intera durata dello stimolo, con una frequenza di circa 0,5-3 impulsi al secondo. I neuroni fasici sono l'opposto e attivano un potenziale d'azione solo quando si verifica un movimento.